# Supercoppa del Kosovo 2021
La Supercoppa del Kosovo 2021 è stata la ventottesima edizione della competizione, che si è svolta il 17 agosto 2021 allo Stadio Fadil Vokrri di Pristina, tra Prishtina, vincitore della Superliga e Futbollit të Kosovës 2020-2021, e Llapi, vincitore della coppa nazionale. Il Llapi ha conquistato il trofeo per la prima volta nella sua storia.

## Tabellino
| Arbitro: | Dardan Çaka |

|               |           |                                             |
| Otto John 66’ | Marcatori | 86’ (rig.), 114’ (rig.) Alidemaj 102’ Veliu |